# Anchiloglossia
L'anchiloglossia è una malformazione della cavità orale. Consiste nella eccessiva aderenza della lingua al pavimento della bocca, che ne limita i movimenti.

## Epidemiologia
Diffusa maggiormente nei neonati di sesso maschile, la sua prevalenza è stata calcolata intorno al 4-5%, percentuale già confermata in passato, maggiore in paesi come l'Inghilterra dove arriva a superare il 10%.

## Sintomatologia
Comunemente non mostra sintomi o segni e può risolversi spontaneamente nei casi più favorevoli. Il soggetto non riesce a protendere la lingua, è compromesso in buona parte il linguaggio perché molti suoni diventano impossibili da pronunciare. La frenulotomia allevia anche il dolore ai capezzoli durante l'allattamento materno.

## Eziologia
La causa è dovuta ad una anomalia del frenulo linguale che risulta troppo corto.

## Terapia
Il trattamento è chirurgico, nel caso della forma parziale, meno grave risulta sufficiente l'escissione, la frenuloplastica o frenulotomia che fornisce dei buoni risultati, per la forma completa occorre un intervento più incisivo: la ricostruzione chirurgica delle parti interessate, un intervento in giovane età permette di ridurre le complicanze. Spesso occorrono più operazioni per il completo recupero dell'uso della lingua.